# Josie Airey
Pour les articles homonymes, voir Airey.
Josie Airey (4 mai 1932 - 26 août 2002) est une militante irlandaise pour l'aide juridique. Elle remporte une affaire devant la Cour européenne des droits de l'homme concernant le droit d'accéder à une assistance juridique gratuite en Irlande. 

## Enfance et famille
Josie Airey naît Johanna Lynch au 154 Bandon Road à Cork le 4 mai 1932. Ses parents sont Michael, ouvrier, et Eileen Lynch (née Sullivan). Elle a une sœur et deux frères. Les deux parents d'Airey meurent jeunes, Airey et ses frères et sœurs sont élevés par leur grand-mère dans le quartier de Lough dans le sud de la ville de Cork. Elle fréquente St Marie of the Isle, l'école du couvent Mercy. Elle quitte l'école tôt pour commencer à travailler dans le commerce de détail, notamment à l'English Market dans un étal de viande,. 
Elle épouse Timothy Airey en 1953 à 21 ans. Ils ont un fils, Thomas, et trois filles, Elaine, Jean et Noreen. Le mariage devient compliqué, Airey déclare que le mariage se détériore en raison du comportement violent et l'ivresse de son mari pendant qu'elle travaille comme femme de ménage à l'hôpital. En 1972, son mari est condamné à une amende pour agression et l'abandonne ensuite. Elle le poursuit au tribunal pour lui demander une pension alimentaire. Elle demande une séparation conjugale, mais son mari refuse de signer l'acte. Elle peut se permettre une ordonnance de séparation de corps de la cour, sans accès à l'aide juridique en matière civile, car celle-ci n'existe que pour les affaires pénales,. 

## Activisme
Airey prend de l'importance lorsqu'elle adresse, sans succès, une pétition au gouvernement de Fianna Fáil, aux principaux partis d'opposition et au cardinal William Conway pour réparer un piège judiciaire dans lequel elle-même et bien d'autres se retrouvent. Malgré le revers, elle persiste avec le soutien d'Eileen Desmond. Elle présente son cas à la Commission européenne des droits de l'homme à Strasbourg en 1973. Une fois l'établissement de la position de l'État irlandais, la commission fournit à Airey une assistance juridique. Brendan Walsh, un avocat de Dublin, propose de prendre l'affaire, et Airey choisit Mary Robinson comme conseil,,. 
L'affaire s'ouvre à Strasbourg le 7 juillet 1977, Airey se concentre sur les articles pertinents de la Convention européenne des droits de l'homme de 1950 comme l'article 6 sur le droit à un procès équitable, dont elle et d'autres n'ont pas pu se prévaloir en Irlande en raison des frais de procédure judiciaire. Strasbourg juge son cas raisonnable et s'engage à poursuivre son examen. L'État irlandais ne saisit pas l'occasion pour réviser la loi, la Commission ayant décidé que l'Irlande avait enfreint la Convention relative aux droits de l'homme en mars 1978. La Commission rejette l'allégation de l'État irlandais selon laquelle Airey aurait pu recevoir en Irlande les mêmes services qu'elle avait reçus à Strasbourg,. 
En attendant une décision judiciaire, Airey fait remarquer en mai 1978 que l'Irlande avait amené la Grande-Bretagne devant la commission pour mauvais traitements infligés à des prisonniers en Irlande du Nord tout en la torturant pendant des années. Le 22 février 1979, la Cour européenne des droits de l'homme confirme au gouvernement irlandais le maintien du rejet de son cas, mais annonce qu'elle commencerait à fournir une assistance juridique en matière de droit de la famille. L'État irlandais reconnaît effectivement son erreur, sans aveu officiel de culpabilité pour violation des articles 6 et 8 de la convention. La séparation de corps du couple Airey a été accordée à la Haute Cour, elle reçoit des dommages-intérêts de l'État. En décembre 1979, l'État irlandais créé une commission d'aide juridique,,. 

## Fin de vie
Airey revient à Lynch et à une vie normale après cette affaire. Elle vit à Bandon Road à Cork et travaille à la chocolaterie Ferrero locale. À partir des années 80, sa santé décline et elle vit à l'hôpital Marymount à Cork. Elle meurt le 26 août 2002 et est enterrée au cimetière St Joseph,,.